# Errol Rausse
Errol Andrew Rausse (Quesnel, 18 maggio 1959) è un ex hockeista su ghiaccio canadese, in grado di ricoprire sia il ruolo di difensore che di ala sinistra.

## Carriera
Venne selezionato dai Washington Capitals al draft del 1979: rimase per quattro stagioni nell'orbita dei Capitals. Nella sua prima stagione da professionista, iniziò da titolare in NHL, ma con il cambio di guida tecnica da Danny Belisle a Gary Green, Rausse venne girato in American Hockey League al farm team degli Heshey Bears; verrà utilizzato dai Capitals saltuariamente anche nel corso delle due stagioni successive, raccogliendo un totale di 31 presenze in NHL. Coi Bears ha vinto la Calder Cup nel 1980.
A partire dalla stagione 1983-1984 si è trasferito nel campionato italiano di hockey su ghiaccio, disputandovi undici stagioni: la prima con il Cortina, le successive con la maglia dell'Alleghe, con cui vinse l'Alpenliga 1992-1993.
Ha vestito anche la maglia del Canada under 20 ai mondiali di categoria del 1979.

## Palmarès
- Calder Cup: 1

Hershey Bears: 1979-1980
- Alpenliga: 1

Alleghe: 1992-1993